# Ignaz Beidtel
Prof. JUDr. Ignaz Beidtel (někdy také jako Ignatz Beidtel; 15. ledna 1783 Dvorce – 15. května 1865 Opava) byl dějepisec, moravsko-slezský zemský advokát, profesor římského a církevního práva, a v roce 1813 rektor olomouckého akademického lycea.

## Život
Po středoškolských studiích v Těšíně a vysokoškolských studiích v Olomouci byl v roce 1806 promován doktorem práva (není však zřejmé, kde – v té době byla olomoucká univerzita degradována na akademické lyceum a absolventi právnické fakulty nebyli promováni k doktorskému gradu, zkoušky složené v Olomouci byly však platné na jiných univerzitních fakultách, a olomoučtí absolventi tak obvykle získávali titul ve Vídni, Praze nebo Freiburgu).
Po ukončení studií vyučoval v pozici suplanta obecné dějiny na olomouckém lyceu, v roce 1810 se stal řádným profesorem jeho právnické fakulty. Kromě toho se stal také moravsko-slezským zemským advokátem, praxi u něj vykonal Vincenz August Wagner, pozdější významný autor právní literatury. Později Beidtel působil jako řádný profesor římského a církevního práva na Lvovské univerzitě.
V roce 1816 se Beidtel stal soudním radou u civilního soudu první instance v Benátkách, později se postupně stal odvolacím radou v Zadaru, Rijece, Klagenfurtu a Brně. V 1848 se stal zastupitelem za město Brno ve Frankfurtském sněmu.
Beidtel byl také členem Vídeňské akademie věd.

## Výběr díla
- Untersuchungen über einige Grundlagen der Strafgesetzbung, 1840
- Betrachtungen über einige durch die Zeitumstände besonders nötig gewordene Gegenstände der Zivil- und Strafgesetzgebung, 2 díly, 1840
- Uebersicht der Geschichte des österreichischen Kaiserthums etc., 1842
- Untersuchungen über die kirchlichen Zustände in den österr. Staaten, 1849
- Das kanonische Recht betrachtet aus dem Standpunkt des Staatsrechts, der Politik, des allgemeinen Gesellschaftsrechts und der seit dem J. 1848 entstandenen Staatsverhältnisse, 1848
- Übersicht der Geschichte der österr. Staatsvewaltung, hrsg. von A. Huber, 1896-98